# Calyptrocalyx pusillus
Calyptrocalyx pusillus là loài thực vật có hoa thuộc họ Arecaceae. Loài này được (Becc.) Dowe & M.D.Ferrero mô tả khoa học đầu tiên năm 2001.